# 張養才
張養才（1563年—1622年），號樂吾，陝西西安府同州人，明朝政治人物。

## 生平
萬曆七年（1579年）己卯科陝西科鄉試舉人。萬曆二十年（1592年），登壬辰科第三甲第一百六十名進士，刑部觀政，二十一年授行人，二十七年升禮部主事，二十九年升员外郎，三十年丁憂。三十三年補原职，三十四年調吏部员外郎，三十五年調文选司，本年升验封司郎中，给假。三十八年起考功司郎中，本年丁憂，四十二年補文选司郎中，患病。天啓元年（1621年）起太常寺少卿，次年卒。

## 家族
曾祖張純；祖父張邦寧，貢士；父張源潔。